# U-Bahn-Station Längenfeldgasse
Längenfeldgasse is een metrostation in het district Meidling van de Oostenrijkse hoofdstad Wenen. Het station werd geopend op 7 oktober 1989 en wordt bediend door de lijnen U4 en U6.

## Geschiedenis
Op 26 januari 1968 werd besloten om een metronet aan te leggen waarin bestaande lijnen van de Stadtbahn zouden worden opgenomen en omgebouwd tot metro. De Wientallinie en de Donaukanallinie zouden de U4 vormen en de Gürtellinie zou samen met de tramtunnel onder het zuidelijke deel van de Gürtel en een tak door Meidling de U6 vormen. In de nadere uitwerking van het metronet, de netzvariante M uit 1970 was het station opgenomen als overstappunt tussen verschillende takken van de U6 en de U4. Het station is gebouwd op het punt waar de oprit van de Stadtbahnbrug over de Wien tussen de sporen van de Wientallinie lag. Het overstappunt tussen de twee Stadtbahnlijnen lag bij Meidling Hauptstraße en de metro had in de eerste jaren dan ook geen station bij de Längenfeldgasse. Op 14 april 1985 werden de diensten van de Gürtellinie ingekort tot Gumpendorfer Straße om de bouw van het nieuwe station, 400 meter ten oosten van Meidling Hauptstraße,  Längenfeldgasse mogelijk te maken. Dit station verving op 7 oktober 1989 Meidling Hauptstraße als overstappunt tussen U4 en de, tot U6 omgebouwde, Gürtellinie.

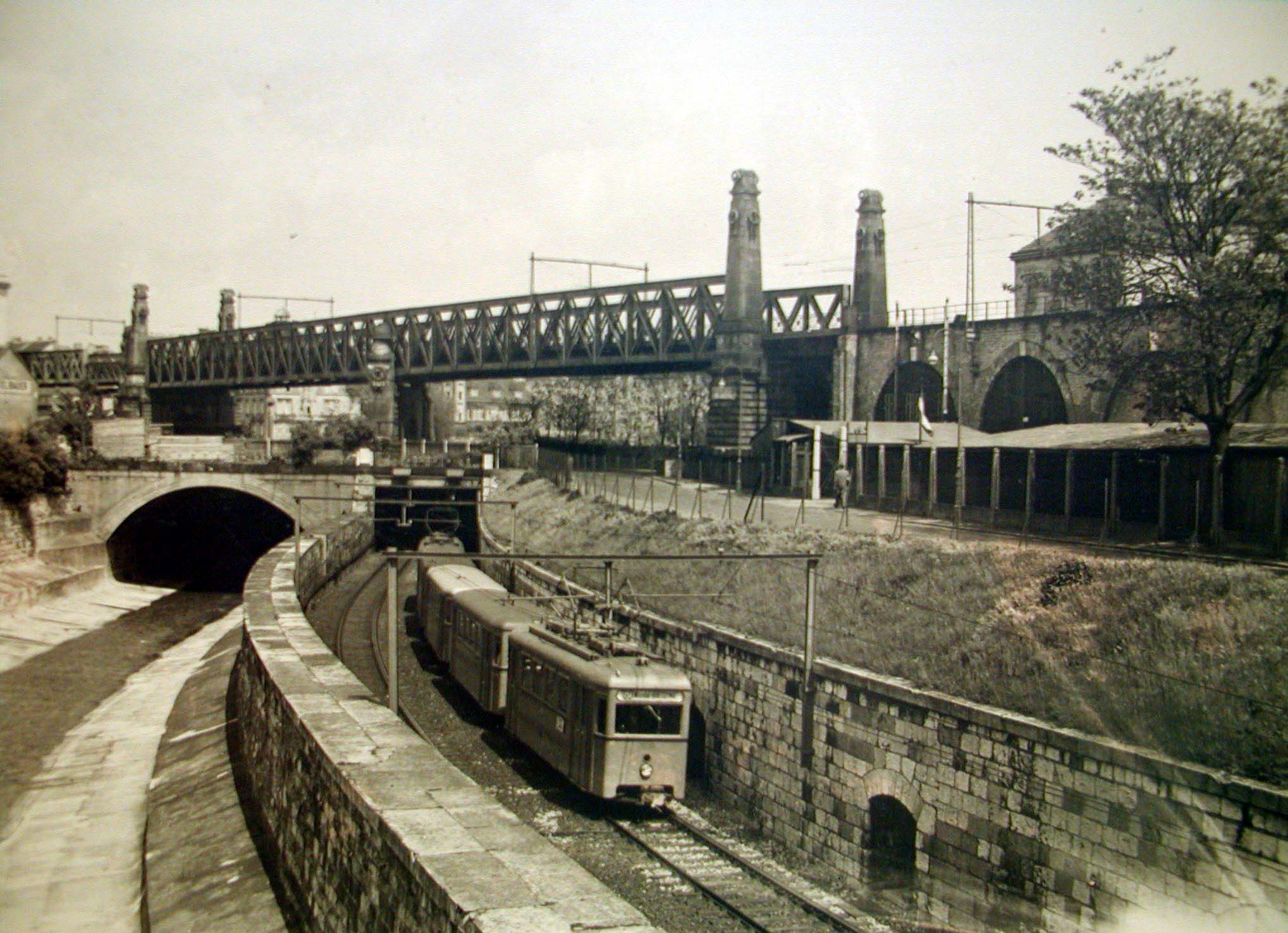
De Stadtbahnbrug boven de Wientallinie voor de ombouw tot metro.
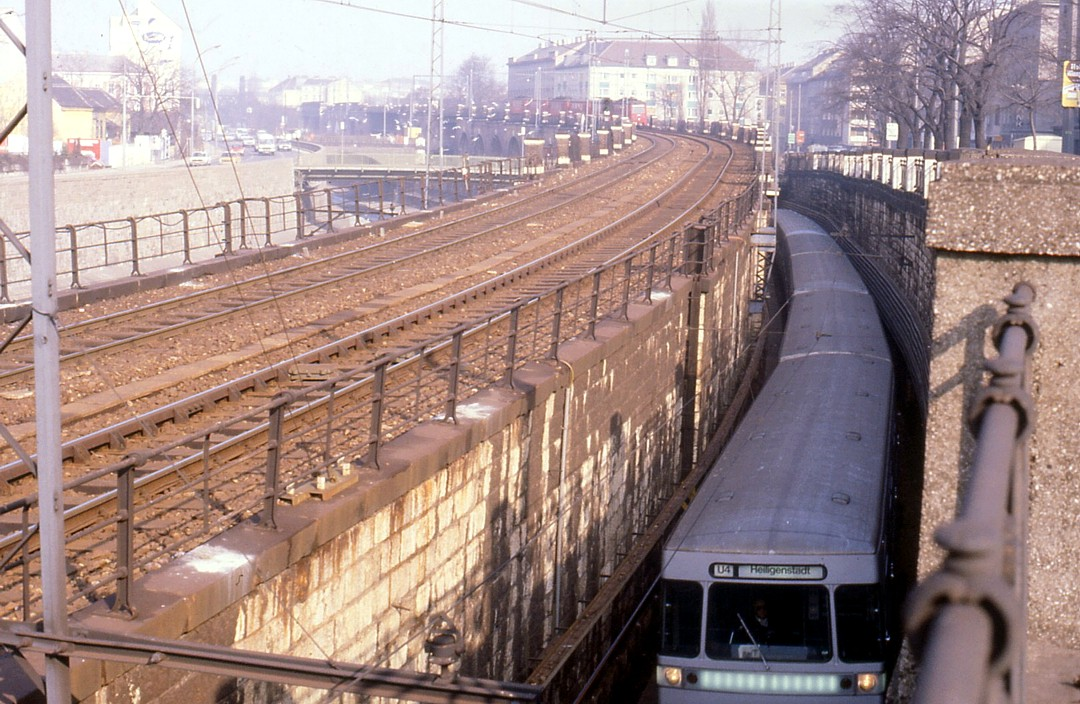
De oprit van de brug met een metrostel op de sporen van de Wientallinie.

## Ligging en inrichting
Het station ligt parallel aan de Schönbrunner Straße langs de Wien terhoogte van de Längenfeldgasse en de Storchengasse. De Längenfeldgasse in Meidling is genoemd naar de filantrope   
Josepha Haas von Längenfeld-Pfalzheim. Het station heeft twee eilandperrons met vier sporen en is het enige Weense metrostation waar reizigers op hetzelfde niveau tussen twee lijnen kunnen overstappen. De middelste twee sporen met derde rail worden gebruikt door de U4 en de buitenste sporen met bovenleiding worden gebruikt door de U6. De sporen liggen in verband met het verschillende materieel op verschillende hoogtes ten opzichte van de perrons, desondanks liggen er aan de zuidkant verbindingssporen tussen de lijnen met het oog op onderhoud aan het spoor. Aan de stadszijde werd een nieuwe tunnel onder de oprit van de Stadtbahnbrug gebouwd ter vervanging van de tunnelbak langs de Wien. Zodoende kan de U4 tussen de sporen van de U6 het station bereiken.
Bovengronds zijn er twee toegangsgebouwen, aan de stadskant bij de Längenfeldgasse waar kan worden overgestapt op buslijn 12A, en bij de Bruno-Pitterman-Platz waar de openbare toiletten te vinden zijn. 

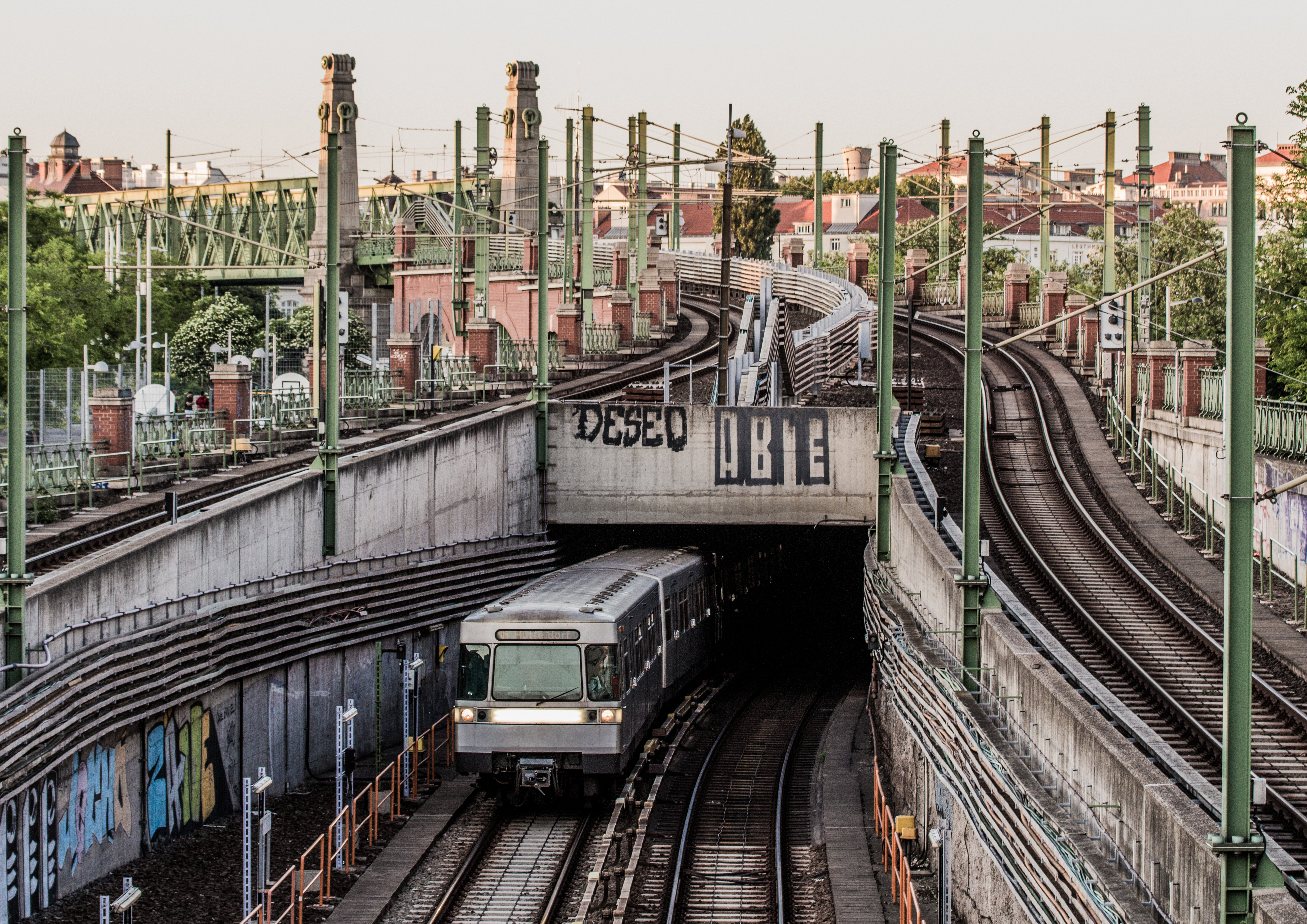
De oprit en metrotunnel aan de stadskant van het station.
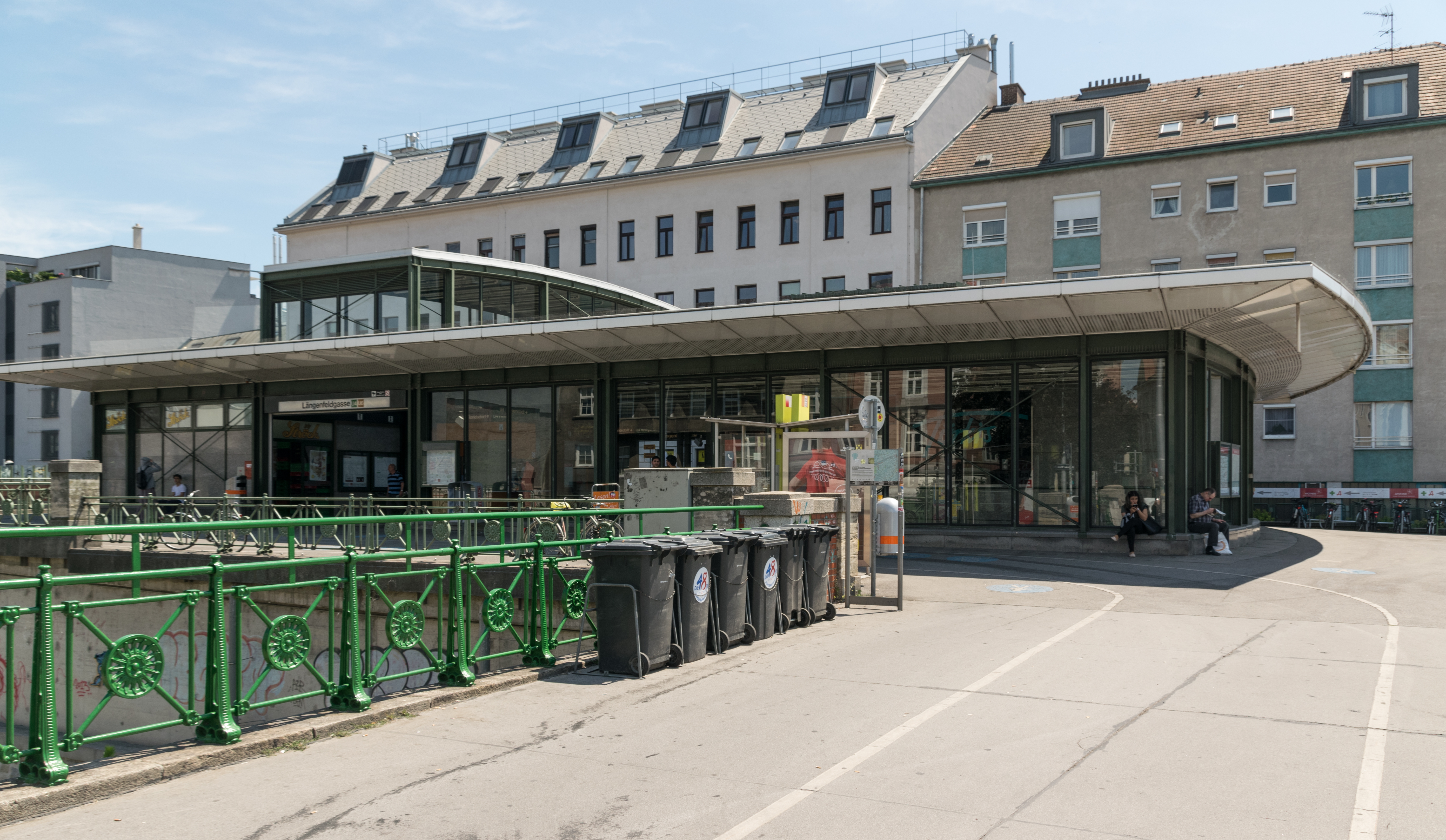
Het toegangsgebouw aan de Längenfeldgasse.
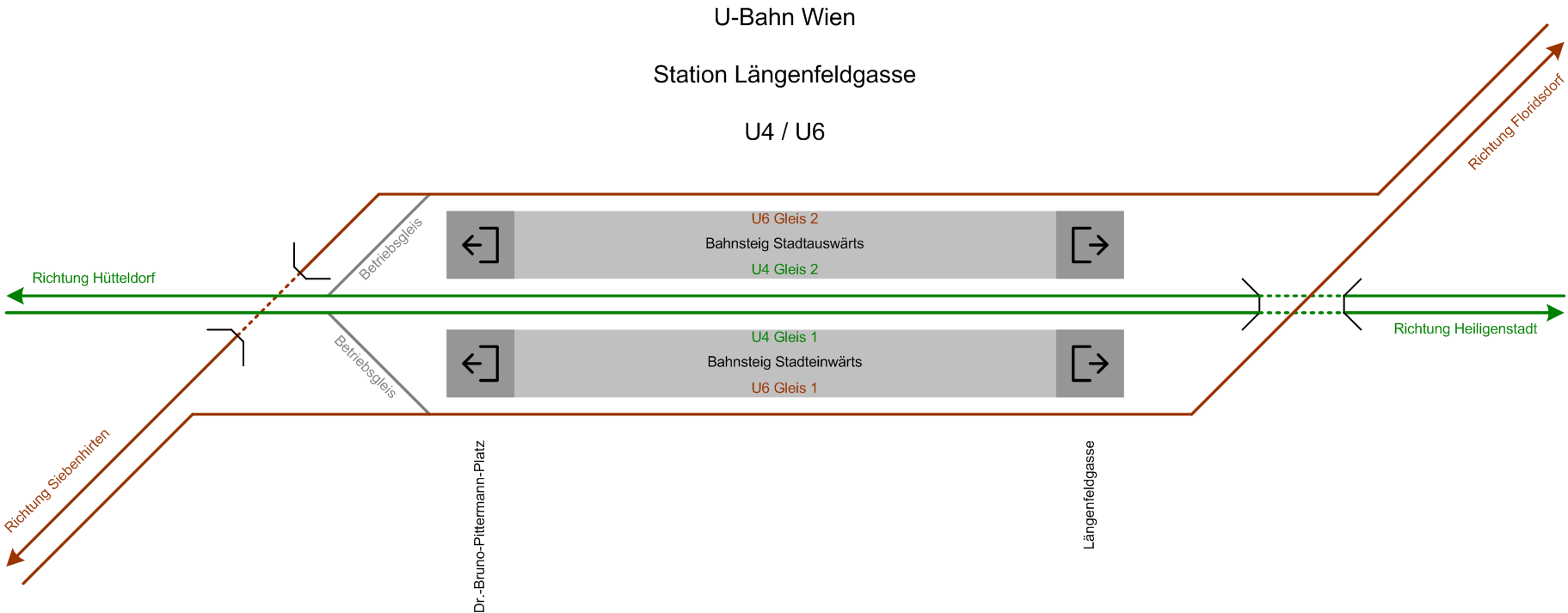
De schematische plattegrond.